# Melainotettix schlaginhaufeni
Melainotettix schlaginhaufeni is een rechtvleugelig insect uit de familie doornsprinkhanen (Tetrigidae). De wetenschappelijke naam van deze soort is voor het eerst geldig gepubliceerd in 1934 door Günther.